# Primo Germano
Primo Germano (Pozzuolo del Friuli, 26 agosto 1938 – Terenzano, 2 novembre 1997) è stato un calciatore italiano, di ruolo portiere.

## Carriera
Cresciuto nelle giovanili del Milan, si trasferisce al Vigevano nel 1959-1960, all'Anconitana nel 1960-1961 e poi alla Ternana nella stagione 1963-1964.
Con i rossoverdi ottiene due promozioni. In Serie C al termine del torneo 1963-1964 e in Serie B nella stagione 1967-1968. Disputa due campionati da titolare tra i cadetti per un totale di 60 presenze in Serie B..
Con la Ternana detiene il record di presenze per un portiere, con 234 gare a difesa della porta degli umbri.
Dopo sette anni alla Ternana, si trasferisce alla Pro Vasto in C e poi alla Juve Stabia nella Serie D 1971-72. Con le vespe di Castellammare di Stabia chiude la carriera nel 1974 dopo aver conquistato una promozione in Serie C nella stagione 1971-1972. Nel 2007, in occasione dei 100 anni di storia della Juve Stabia, viene nominato dalla rivista Stabialè, il secondo portiere nella storia delle vespe stabiesi.

## Palmarès

### Giocatore

#### Competizioni nazionali
- Serie C: 1

Ternana: 1967-1968
- Campionato italiano Serie D: 2

Ternana: 1963-1964
Juve Stabia: 1971-1972